# Gridi Kraftfahrbau-Gesellschaft
Die Gridi Kraftfahrbau-Gesellschaft mbH war ein deutscher Automobilhersteller.

## Unternehmensgeschichte
Das Unternehmen wurde 1922 in Saulgau von den Herren Griebel und Wilhelm Diez zur Produktion von Automobilen gegründet. Der Markenname Gridi setzt sich aus den Namen der Firmeninhaber zusammen. Zunächst war das Unternehmen in Saulgau, später auf Veranlassung von Louis Goldmann in Pforzheim. Konstrukteur war ein Herr Ortlieb aus Stuttgart. Die Pforzheimer Stadtchronik berichtet von einem Herrn Eckert, der ebenfalls im Konstruktionsbüro bei Gridi arbeitete, bevor er für die Internationale Motorcompany in New York tätig wurde. Einfahrer war Carl Koepf, und Josef Scheck war einer der Karosseriebauer. 1924 beschäftigte das Unternehmen 20 bis 25 oder etwa 50 Mitarbeiter. Die Inflation der damaligen Zeit sowie ein Großbrand im Karosseriebau führten 1924 zur Liquidation. Insgesamt sollen 20 bis 30 Fahrzeuge produziert worden sein.

## Fahrzeuge
Das Unternehmen stellte Kleinwagen her. Das Fahrzeug verfügte über einen Einzylinder-Viertaktmotor mit 865 cm³ Hubraum und 15 PS Leistung. Der Motor war vorne im Fahrzeug montiert. Anstelle eines gewöhnlichen Getriebes fand ein Reibradgetriebe Verwendung. Außerdem besaß das Fahrzeug eine Schneckenlenkung. Die offene Karosserie bot zwei Personen hintereinander Platz. Aufgrund der geringen Fahrzeugbreite und der geringen hinteren Spurweite wurde auf ein Differenzial verzichtet.

## Renneinsätze
Die Fahrzeuge wurden auch erfolgreich bei Rennen eingesetzt.
Mindestens ein Fahrzeug nahm 1923 am Kleinautorennen auf der Berliner AVUS teil.
Wilhelm Diez siegte 1924 beim Burrenwald-Rennen, einem Berg- und Flachrennen über 9000 m, von Biberach/Riß nach Schammach, in der Klasse bis 4,5 Steuer-PS (1178 cm³), in der Zeit von 7:44 Min, Durchschnitt 69,82 km/h. Das Rennprogramm weist den Gridi mit 2,9 Steuer-PS (759 cm³) aus. Weiter gab es einen Klassensieg beim Solitude-Rennen.